# Texadina spinctostoma
Texadina spinctostoma är en snäckart som först beskrevs av Abbott och Ladd 1953.  Texadina spinctostoma ingår i släktet Texadina och familjen tusensnäckor. Inga underarter finns listade i Catalogue of Life.